# Giesbert Damaschke
Giesbert Damaschke (* 27. März 1961 in Bergkamen) ist ein deutscher Germanist und Publizist.

## Leben und Werk
Nach der Promotion und einer Tätigkeit als wissenschaftlicher Mitarbeiter an der Universität Bonn wechselte er als Redakteur zur Computerzeitschrift Computer Persönlich. Er war anschließend Chefredakteur des ersten deutschsprachigen Internetmagazins  pl@net. Seit 1997 ist er freier Autor zu Computer- und Internetthemen. Er lebt in München.